# Okrug Vilnius
Okrug Vilnius (litavski: Vilniaus apskritis) je jedan od deset okruga u Litvi. Središte okruga je grad Vilnius. Dana 1. srpnja 2010. okružna uprava je ukinuta, a od tog datuma, Okrug Vilnius ostaje teritorijalna i statistička jedinica.

## Zemljopis
Okrug Vilnius nalazi se na istoku zemlje, na jugu i istoku graniči s Bjelorusijom. Susjedni okruzi su Alitus na jugozapadu, Kaunas na zapadu te okruzi Utena i Panevėžis na sjeveru.

## Općine
Okrug Vilnius je podjeljen na osam općina, od kojih je jedna gradska.
- Općina Elektrėnaj
- Općina Šalčininkaj
- Općina Širvintos
- Općina Švenčionis
- Općina Trakai
- Općina Ukmergė
- Grad Vilnius
- Općina Vilnius

## Vanjske poveznice
- Službene stranice okruga